# Stefano Rosso (album)
Stefano Rosso è l'ottavo album in studio del cantautore italiano Stefano Rosso, pubblicato nel 1985 dall'etichetta discografica Polydor. 

## Descrizione
Il brano più noto è Bella è l'età, che partecipò ad Un disco per l'estate. Vi sono poi lo strumentale Black mountain special ed Ancora una canzone, il brano finale suonato dal solo Rosso alla chitarra.
Gli altri brani invece hanno degli arrangiamenti (curati da Romano Musumarra, Claudio Gizzi e Lorenzo Meinardi) molto basati sulle tastiere elettroniche, che li rendono distanti dallo stile del cantautore.
Tutte le canzoni sono scritte dallo stesso Rosso, e sono edite dalle Edizioni Musicali Rock'n'Roll di Roma e dalle Edizioni Musicali Sorriso di Bari.
Le registrazioni sono state effettuate negli studi Titania, Pollicino ed Angels di Roma, ed i tecnici del suono sono Giulio Bramonti, che è anche il produttore del disco, Bruno Malasomma e Lino Cerri; non è indicato il nome del grafico che ha curato la copertina, che raffigura un'ape racchiusa in una gabbia di vetro.
Nonostante il ritorno del cantautore con una multinazionale, il disco non ottenne successo, e da questo momento in poi Stefano Rosso incise i dischi successivi per piccole etichette.
Unico pubblicato dall'etichetta discografica Polydor, nel 1985, l'album non è mai stato ristampato su CD.

## Tracce
Lato A
1. Bella è l'età – 5:00
2. Dove vanno i ragazzi – 3:21
3. Hey!Cos'è! – 3:16
4. Il mago e la ballerina – 3:52
5. Black Mountain Special – 1:39

Durata totale: 17:08
Lato B
1. La nave va – 2:55
2. Il poeta – 3:29
3. Hey!Dimmi tu – 3:35
4. Ma dove vanno – 3:19
5. Ancora una canzone – 3:17

Durata totale: 16:35

## Musicisti
- Stefano Rosso: voce, chitarra, banjo
- Walter Martino: batteria
- Massimo Moriconi: basso
- Romano Musumarra: tastiera
- Claudio Gizzi: tastiera
- Franco Ventura: chitarra
- Claudio Pizzale: sax